# Ukrainische Squash-Meisterschaften
Die Ukrainischen Squash-Meisterschaften sind ein Wettbewerb zur Ermittlung des nationalen Meistertitels im Squash in der Ukraine. Ausrichter ist der ukrainische Squashverband (ukrainisch Федерація Сквошу України).
Sie werden seit dem Jahr 2006 bei den Herren und Damen jährlich ausgetragen. Rekordhalter sind Denys Podwornyj bei den Herren mit acht Titeln sowie Nadija Ussenko und Anastassyja Kostjukowa bei den Damen mit jeweils vier Titeln.

## Ukrainische Meister
Die Nummern in Klammern hinter den Namen geben die Anzahl der gewonnenen Meisterschaften wieder. Folgende Spieler konnten die Meisterschaft gewinnen:
| Jahr | Herren                       | Damen                      |
| ---- | ---------------------------- | -------------------------- |
| 2006 | Oleksandr Moloducha          |                            |
| 2007 | Roman Dolynytsch             |                            |
| 2008 | Kostjantyn Rybaltschenko     |                            |
| 2009 | Kostjantyn Rybaltschenko (2) |                            |
| 2010 | Ruslan Sorotschynskyj        |                            |
| 2011 | Denys Podwornyj              |                            |
| 2012 | Ruslan Sorotschynskyj (2)    |                            |
| 2013 | Denys Podwornyj (2)          |                            |
| 2014 | Denys Podwornyj (3)          |                            |
| 2015 | Walerij Fedoruk              | Nadija Ussenko             |
| 2016 | Denys Podwornyj (4)          | Nadija Ussenko (2)         |
| 2017 | Denys Podwornyj (5)          | Liana Sardak               |
| 2018 | Walerij Fedoruk (2)          | Nadija Ussenko (3)         |
| 2019 | Walerij Fedoruk (3)          | Alina Buschma              |
| 2020 | Walerij Fedoruk (4)          | Anastassyja Kostjukowa     |
| 2021 | Walerij Fedoruk (5)          | Nadija Ussenko (4)         |
| 2022 | Dmytro Schtscherbakow        | Anastassyja Kostjukowa (2) |
| 2023 | Denys Podwornyj (6)          | Anastassyja Kostjukowa (3) |
| 2024 | Denys Podwornyj (7)          | Anastassyja Kostjukowa (4) |
| 2025 | Denys Podwornyj (8)          | Anastassyja Krykun         |